# Централноамерикански какомицли
Централноамериканският какомицли (Bassariscus sumichrasti) е вид хищник от семейство Енотови (Procyonidae). Видът не е застрашен от изчезване.

## Разпространение и местообитание
Разпространен е в Белиз, Гватемала, Коста Рика, Мексико, Никарагуа, Панама, Салвадор и Хондурас.
Обитава тропически райони, гористи местности, сухи места, планини, храсталаци и езера.

## Описание
На дължина достигат до 42,4 cm, а теглото им е около 906 g. Имат телесна температура около 38,8 °C.
Продължителността им на живот е не повече от 24 години.